# 阿姆斯特丹博物馆列表
以下是荷兰阿姆斯特丹的博物馆：
- 阿贾克斯博物馆（荷兰语：Ajax Museum）

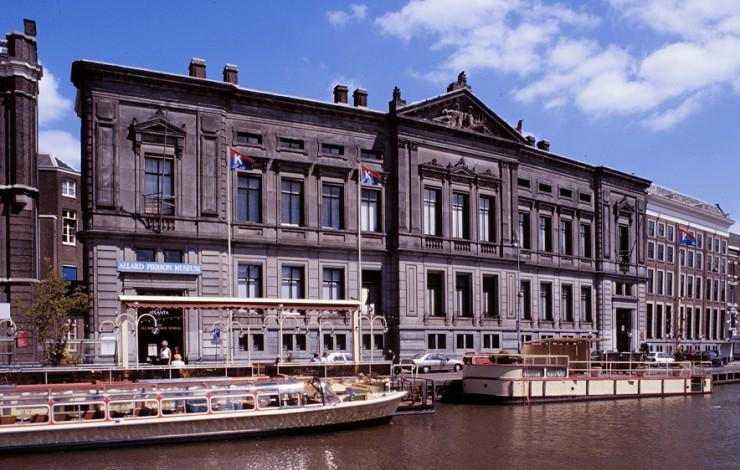
阿拉德·皮尔逊博物馆Allard Pierson Museum

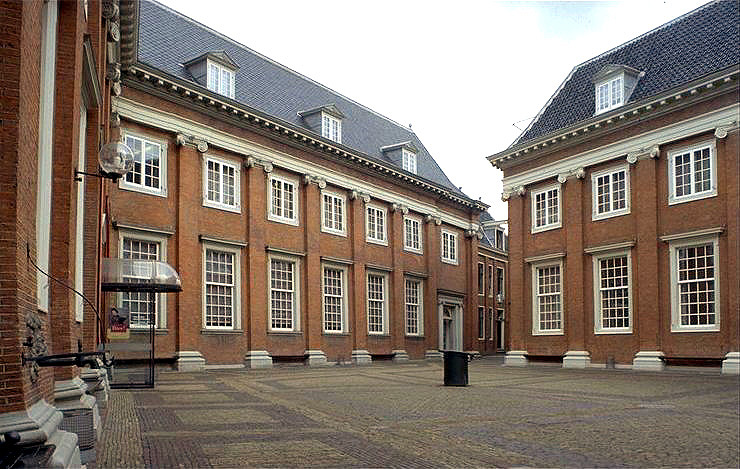
阿姆斯特丹博物馆Amsterdam Museum

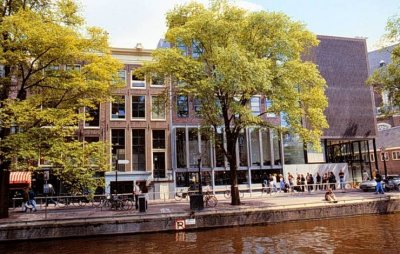
安妮之家Anne Frank Huis

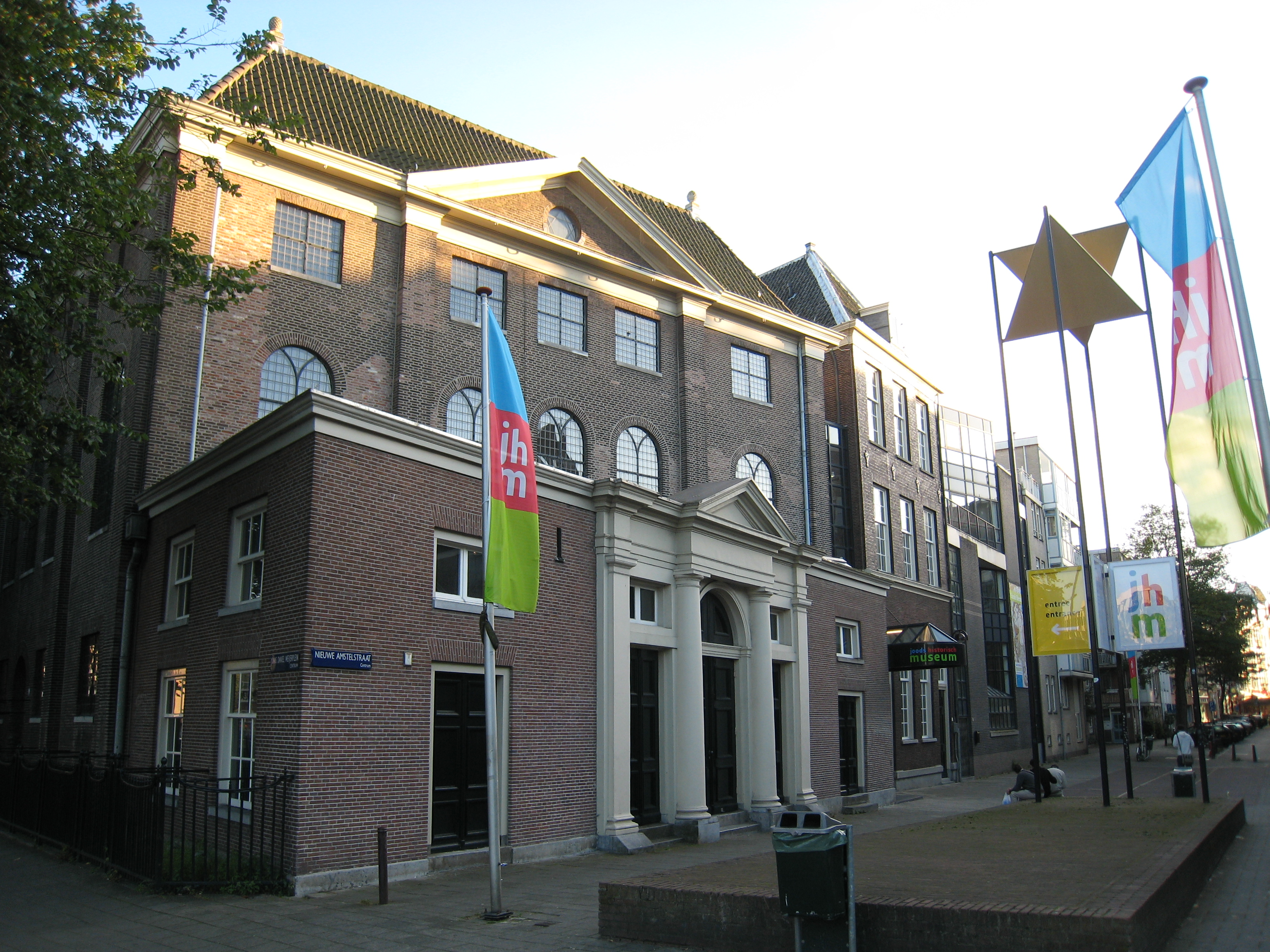
犹太历史博物馆Joods Historisch Museum

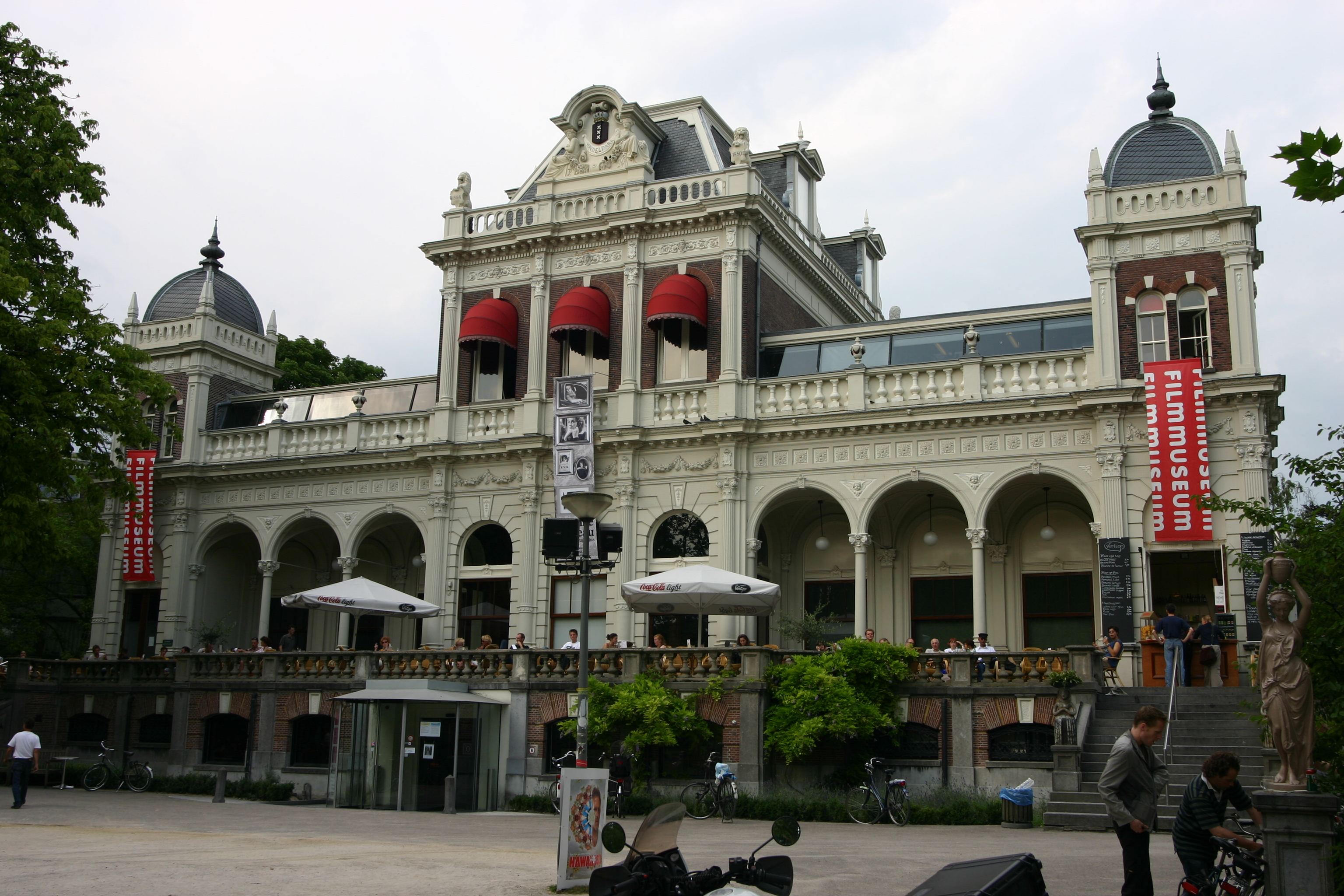
荷兰电影博物馆Nederlands Filmmuseum

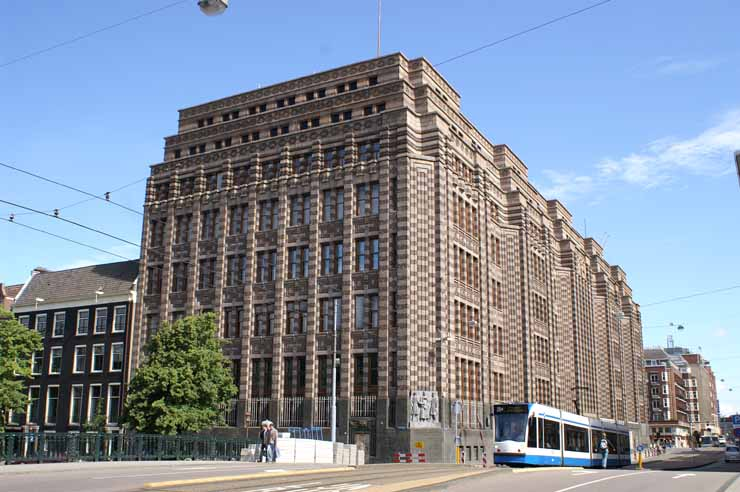
阿姆斯特丹市档案馆Stadsarchief Amsterdam

- 阿拉德·皮尔逊博物馆-阿姆斯特丹大学的考古博物馆
- 阿姆斯特丹地牢（荷兰语：Amsterdam Dungeon）
- 阿姆斯特丹郁金香博物馆
- 阿姆斯特丹博物馆，原阿姆斯特丹历史博物馆，2011年更名
- 安妮·弗兰克之家
- 阿皮·巴恩泰尔博物馆（荷兰语：Appie Baantjer）-纪念小说家阿皮·巴恩泰尔
- 阿姆斯特丹建筑中心, 建筑组织
- 阿提斯动物园（荷兰语：Artis）
- 阿姆斯特丹旧证券交易所
- 哲学赫密斯文集图书馆（荷兰语：Bibliotheca Philosophica Hermetica）-特别的旧书
- 比尔德代克博物馆（荷兰语：Willem Bilderdijk）, 阿姆斯特丹自由大学的大学图书馆的特藏部的一部分，参观需预约
- 圣经博物馆（又称Cromhouthuizen（荷兰语：Cromhouthuizen））
- 阿姆斯特丹大学图书馆特藏
- 眼镜博物馆（荷兰语：Brilmuseum）
- 阿姆斯特丹钻石博物馆
- 阿姆斯特丹有轨电车博物馆（荷兰语：Electrische Museumtramlijn Amsterdam）
- Energetica (博物馆)（荷兰语：Energetica (museum)） （关闭）
- 阿提斯民族志博物馆（荷兰语：Ethnographisch Museum Artis） （合并到热带博物馆)
- 时尚博物馆（荷兰语：Frans Molenaar）
- 电影博物馆（荷兰语：Eye Film Instituut Nederland）及荷兰视觉影片所（荷兰语：Nederlands Filmmuseum）
- FOAM（荷兰语：FOAM）-摄影博物馆
- 大麻和大麻馆博物馆
- 喜力体验
- 阿姆斯特丹隐士庐博物馆-俄罗斯埃尔米塔日博物馆的最大海外分馆
- 阿姆斯特尔公园温室
- 亚里士多德之家（荷兰语：Het Huis van Aristoteles）-儿童博物馆
- 荷兰骑术学校（荷兰语：Hollandsche Manege）-活马博物馆，团体预约参观
- 荷兰剧院（荷兰语：Hollandsche Schouwburg）
- 阿姆斯特丹植物园
- 卢卡斯·波尔斯住宅（荷兰语：Lucas Bols）, 鸡尾酒体验
- 马赛住宅（荷兰语：Huis Marseille）-摄影博物馆
- 图像认同与文化（荷兰语：Imagine Identity and Culture） - 文化和迁徙图像研究所
- 犹太历史博物馆
- 猫秘藏
- 咖啡和茶博物馆（荷兰语：Koffie- en Theemuseum）
- 杜莎夫人蜡像馆
- 马克斯·尤伟中心-国际象棋博物馆
- 斯洛滕风车（荷兰语：Molen van Sloten）和桶匠博物馆[
- 穆尔塔图里博物馆 Museum-纪念作家穆尔塔图里
- 北部博物馆（荷兰语：Museum De Noord）
- 希尔芬克-欣洛彭住宅（荷兰语：Geelvinck-Hinlopen Huis）博物馆Museum
- 船博物馆
- 範隆博物館
- M弗罗里克博物馆（荷兰语：Gerardus Vrolik）（属于阿姆斯特丹大学学术医学中心）
- 威勒特-霍尔图森博物馆
- 荷兰奴隶制及其遗产国家研究所（荷兰语：Nationaal instituut Nederlands slavernijverleden en erfenis）（NINSEE）
- 荷兰媒体艺术研究所（荷兰语：Nederlands Instituut voor de Mediakunst） (NIMk)
- 荷兰海事博物馆
- 荷兰今日殡葬博物馆（荷兰语：Nederlands Uitvaart Museum Tot Zover）
- NEMO博物馆（科学中心，原荷兰产业与技术研究所）Nederlands Instituut voor Nijverheid en Techniek（荷兰语：Nederlands Instituut voor Nijverheid en Techniek）
- 新教堂
- 北教堂
- 阿姆斯特丹奥林匹克体验（荷兰语：Olympic Experience Amsterdam）
- 橙色足球博物馆（荷兰语：Oranje Voetbal Museum）
- 阁楼上的吾主博物馆, 又称阿姆斯特尔克灵博物馆 genoemd
- 老教堂
- 阿姆斯特丹王宫
- 新闻博物馆 -  国际社会史研究所国际社会史研究所主办
- 自动钢琴博物馆（荷兰语：Westerstraat (Amsterdam)）
- 倫勃朗之家博物館
- 阿姆斯特丹国家博物馆
- 阿姆斯特丹国家博物馆
- 国家版画秘藏阿姆斯特丹国家博物馆 -在国家博物馆，需分别参观
- 阿姆斯特丹性博物馆“维纳斯神庙”（荷兰语：Sexmuseum Amsterdam）
- SMART项目空间（荷兰语：SMART Project Space）（在位于老威廉明娜·加斯特住宅（荷兰语：Wilhelmina Gasthuis (Amsterdam)）内的原病理实验室）
- 阿姆斯特丹市档案馆（荷兰语：Stadsarchief Amsterdam）
- 阿姆斯特丹市立博物馆/阿姆斯特丹市立艺术博物馆（荷兰语：Stedelijk Museum Bureau Amsterdam） (SMBA)
- 烟斗秘藏和吸烟（荷兰语：Pijpenkabinet & Smokiana）仓库Stichting Pijpenkabinet & Smokiana
- 包包和箱包博物馆
- 沙特阿拉伯当代艺术绿盒子博物馆（荷兰语：Greenbox Museum） of Contemporary Art from Saudi Arabia
- 剧院博物馆（荷兰语：Theatermuseum）（已关闭）
- 特奥·戴森博物馆（荷兰语：Theo Thijssen）-纪念特奥·戴森
- 酷刑博物馆（荷兰语：Torture Museum）
- 热带博物馆-还有儿童热带博物馆Tropenmuseum Junior
- 贸易联盟博物馆（荷兰语：Vakbondsmuseum） - 在城堡（荷兰语：De Burcht）内
- 范·伊斯特伦博物馆（荷兰语：Van Eesterenmuseum）
- 凡高博物馆
- 阿姆斯特丹联合海底博物馆Vereniging Museumhaven Amsterdam（荷兰语：Oosterdok）
- 阿姆斯特丹抵抗博物館（荷兰语：Verzetsmuseum Amsterdam）
- 阿姆斯特丹伏特加博物馆（荷兰语：Vodka Museum Amsterdam）
- 克罗姆特船厂（荷兰语：Hoogte Kadijk）
- 维特森室（荷兰语：Willem Witsen）（在维特森住宅内）
- 船屋博物馆（荷兰语：Woonboot Museum）
- 阿姆斯特丹动物学博物馆（荷兰语：Zoölogisch Museum Amsterdam）（隶属于阿姆斯特丹大学）
- 南教堂